# Királynék völgye 75
A Királynék völgye 75 (QV75) egy ókori egyiptomi sír a Királynék völgyében. Tulajdonosa a XIX. dinasztia idején élt Henutmiré hercegnő-királyné, II. Ramszesz egyik felesége.
Ez a sír van a legközelebb a völgy bejáratához. Egy vonalban épült Ramszesz több lánya (QV68 – Meritamon, QV71 – Bintanath, QV73 – Henuttaui) sírjával. Champollion és Lepsius is említi, utóbbi 1-es számmal, és rövid leírást is ad róla. Valószínűleg az egyik utolsó sír lehet, amit II. Ramszesz uralkodása alatt dekoráltak. A „király leánya” cím gyakrabban fordul elő, mint bármelyik másik, valószínű, hogy a sír hercegnősírnak épült, és csak halálakor alakították át a királynéi címet is viselő Henutmiré számára. Lepsius, valamint Porter és Moss is ismeretlen királyné sírjaként említik.

## A sír leírása
A sír egyenes tengelyű. Egy bejárati lépcső vezet egy kétoszlopos terembe, innen újabb lépcső vezet egy kisebb kamrán át a négyoszlopos sírkamrába. Díszítése rossz állapotban maradt fenn, de hasonló lehetett a XIX. dinasztia többi sírjáéhoz, és a Halottak Könyve jeleneteit ábrázolta. A kétoszlopos kamra oszlopai isteneket ábrázolnak, köztük Anubiszt és Hórusz-Inmutefet. A falakon istenek vonulása látható, valamint Henutmiré, amint áldozati asztal előtt ül. Az ezt követő kisebb kamrában Henutmiré isteneknek –
Ré-Harahtinak, Ptahnak, Ízisznek, Ozirisznek, Hathornak és Anubisznak – áldoz.
A sírkamrában Henutmiré a sólyom formában megjelenő Ré-Harahtit imádja, emellett temetkezési kellékek (bútorok, tükör, illatszeres edények) képe is látható. Emellett ábrázolják az adoráló Íziszt és Nebethetet, valamint páviánokat. Az oszlopok díszítésein Hórusz-Inmutef, Hathor, Ízisz, Ozirisz, Maat, Neith, Nebethut mellett a Nyugat-istennő, valamint Pe és Nehen lelkei is megjelennek.
A sírt már az ókorban kirabolták. A Salt papirusz említi Panebet, az előmunkást, akit azzal vádoltak, hogy egy lúd modelljét lopta el a sírból, melyet meg is találtak a házában. A sírt a XX. dinasztia és a római kor idején is újrahasznosították; az egyik ilyen alkalommal aknát vájtak a két oszlopos kamra közti kisebb kamra aljába. Henutmiré koporsója alsó részét Harsziésze fáraó használta fel Medinet Habu-i temetkezéséhez. A szarkofágon Henutmirét király lányaként és talán király feleségeként említik (nehezen olvasható).

## Fordítás
- Ez a szócikk részben vagy egészben  a   QV75 című angol Wikipédia-szócikk ezen változatának fordításán alapul.  Az eredeti cikk szerkesztőit annak laptörténete sorolja fel. Ez a jelzés csupán a megfogalmazás eredetét és a szerzői jogokat jelzi, nem szolgál a cikkben szereplő információk forrásmegjelöléseként.